# كاليب براون
كاليب براون (بالإنجليزية: Caleb Brown)‏ هو لاعب اتحاد الرغبي أسترالي، ولد في 8 مارس 1987 في غولد كوست في أستراليا.